# Rio Cuero
Cuero, também conhecido como Rio Cuero e Salado, é um rio que atravessa o território de Honduras, na América Central.